# Морской волк (мини-сериал, 2009)
«Морской волк» (нем. Der Seewolf, англ. Seewolf) — трёхчасовой телевизионный фильм 2009 года, снятый по одноимённому роману Джека Лондона. Производством картины занимались сразу несколько компаний Германии, Австрии и США: Tele München Gruppe, Clasart Film and Gate Film, телеканалы ZDF, ORF, а также RHI Entertainment.

## Сюжет
Сан-Франциско, 1902 год. Капитан Вольф Ларсен по прозвищу Морской Волк набирает команду для своей шхуны «Призрак», чтобы отправиться на охоту на морских котиков у берегов Японии. Его младший брат, Тод Ларсен, также собирается в плавание за шкурами морских котиков. Но не на паруснике, а на пароходе «Македония», также в статусе капитана судна. На борту «Македонии» находится симпатичная писательница Мод Брюстер. Она представляется вымышленным именем. Это необходимо, чтобы никто не догадался, что она дочь судовладельца. Потому что тот хочет выдать дочь замуж вопреки желанию девушки.
В это время литературный критик Хэмфри ван Вейден плывёт на пароме «Мартинес» через пролив Золотые ворота. Однако во время плавания из-за инцидента молодой человек оказывается в воде. В море, когда силы Хэмфри на исходе, его спасает проходящий мимо парусник «Призрак». Но Вольф Ларсен не собирается возвращаться ради спасённого молодого человека. Морской Волк заставляет Хэмфри стать членом команды и выполнять различную работу на корабле, в том числе на камбузе. Молодой человек вынужден сносить насмешки корабельного кока Магриджа.
Тем временем Мод Брюстер узнает из разговоров Тода Ларсена о его ненависти к старшему брату. Причины этой вражды не совсем ясны.
Параллельно ван Вейден решил добиться уважения среди членов экипажа. Он может терпением, ловкостью и трудом заслужить расположение простых матросов. Но Вольф Ларсен продолжает презирать спасённого им литератора. Ван Вейден и Ларсен не раз вступают в словесные перепалки. Из этих диалогов Хэмфри всё больше постигает характер Морского Волка. Вскоре ван Вейден обнаруживает, что у него украли все деньги. Он догадывается, что это сделал кок, и рассказывает об этом капитану. Вольф Ларсен затевает с Магриджем карточную игру и выигрывает все деньги. К изумлению ван Вейдена капитан не собирается ему ничего возвращать, а раздосадованный проигрышем повар угрожает своему помощнику расправой. Литератор решительно вступает в схватку на ножах с Магриджем и одерживает победу. Теперь авторитет Хэмфри поднимается на новую высоту. Некоторое время спустя Ларсен на глазах у Хэмфри чуть не до смерти избил моряка Джонсона. При этом Морскому Волку жёстко выражает протест молодой матрос Лич, который является лучшим другом Джонсона. В команде зреет бунт. Ночью моряки выходят на палубу. Они бросают помощника капитана Йоханссона за борт, а затем нападают на Вольфа Ларсена. Но Морской Волк уверенно одолевает мятежников. Из-за потери Йоханссона капитан назначает своим новым помощником Хэмфри. Вскоре становится ясно, что из литератора, который быстро осваивает премудрости управления кораблём, может получиться очень хороший моряк.
Парусник «Призрак» достигает вод, где можно встретить большие стада морских котиков. Начинается кровавая охота на животных. Но вскоре на шлюпки и парусник обрушивается сильный шторм. В морской пучине гибнет ещё трое членов команды.
В то же время Мод Брюстер оказывается разоблачённой. Тод Ларсен, не желая возможных неприятных для себя последствий, приказывает чернокожему матросу Джонни убить девушку. Но тот не хочет брать грех на душу и помогает Мод Брюстер сбежать с «Македонии» на лодке.
На борту «Призрака» также готовится побег. Из страха перед жестокостью капитана, корабль на шлюпке покидают Лич и Джонсон, а помощь в этом им оказывает Хэмфри. Утром Ларсен обнаруживает побег и приходит в ярость. Он желает найти и проучить моряков. Вскоре с «Призрака» замечают вдали маленькую лодку. Но в ней не моряки, а измученная Мод Брюстер. Её поднимают на борт и выясняется, что она знакома с ван Вейденом. А вскоре настигнута и шлюпка, в которой сидят Лич и Джонсон. Но Вольф Ларсен не собирается поднимать их на борт. Он хочет преподнести урок другим членам экипажа. Морской Волк оставляет двух моряков в тонущей лодке в открытом море на верную смерть.
Красота Мод Брюстер не даёт покоя ни Вольфу Ларсену, ни Хэмфри ван Вейдену. При этом капитан способен вести беседы на сложные темы искусства и литературы. Однако девушке гораздо больше нравится ван Вейден, хотя она и не признаётся в этом открыто.
Вскоре с борта «Призрака» замечают приближающийся пароход «Македония». Тод Ларсен, владея более быстроходным кораблем, спускает шлюпки, и его люди начинают охоту на морских котиков прямо под носом у конкурентов. В ярости Вольф Ларсен открывает стрельбу по чужим шлюпкам. Тод Ларсен приказывает догнать парусник брата. Начинается перестрелка. Кок Магридж ранен в руку. Но в сгустившемся тумане «Призрак» отрывается от «Македонии».
Ночью Вольф Ларсен пытается изнасиловать Мод Брюстер. Хэмфри хочет вмешаться и хватается за нож. Но в это время Морской Волк неожиданно падает. Его одолевает мучительный приступ головной боли. Ван Вейден вместо нападения оказывает капитану помощь. А затем он убеждает Мод Брюстер вместе покинуть «Призрак» на одной из лодок. Парочка ночью уходит в открытое море.
На «Призраке», за которым гонится «Македония», после бегства Хэмфри и Мод Брюстер снова вспыхивает бунт. На этот раз более удачный. Матросы парусника решили выдать Морского Волка, который почти ослеп, его брату, а сами охотно готовы перейти на борт парохода и наняться к Тоду Ларсену. После обыска каюты Вольфа там обнаружены фотографии с двумя маленькими братьями Ларсен. Младший брат оставляет слепого Вольфа на опустевшем «Призраке», забирает весь ценный груз и уходит на поиски новых стад морских котиков.
Хэмфри и Мод после скитаний видят небольшой необитаемый остров. Они причаливают к нему. Решительный ван Вейден начинает строить хижину и готовиться к зимовке. Но однажды утром парочка видит у берега острова заброшенный и частично поломанный парусник Вольфа Ларсена. Ван Вейден поднимается на борт и обнаруживает там только слепого капитана. Услышав, что «Призрак» может стать спасением для беглецов, Морской Волк заявляет, что запрещает что-либо делать со своим кораблём. Несмотря на слепоту, Вольф Ларсен остаётся опасным соперником. Молодые люди побаиваются капитана, и не напрасно. Улучив момент, Вольф Ларсен набрасывается на Хэмфри и пытается его задушить. Капитан гораздо сильнее ван Вейдена, и лишь вмешательство Мод Брюстер спасает молодого человека.
Вольф Ларсен связан и оставлен в своей каюте. Понимая безвыходность положения, Морской Волк неожиданно начинает рассказывать о таинственности вражды с младшим братом. Отец мальчиков отдавал предпочтение старшему. Но младший затаил обиду и с детства начал изощрённо мстить. Вражда продолжалась долгие годы. Излив душу, Вольф Ларсен умирает.
Хэмфри и Мод усердным трудом восстанавливают «Призрак» до такого состояния, что парусник может выйти в открытое море. Молодые люди хоронят тело Ларсена в водах океана. А вскоре на горизонте они видят другой корабль. Это означает спасение.

## В ролях
- Себатьян Кох — Вольф Ларсен, Морской волк
- Тим Рот — Тод Ларсен, младший брат Вольфа
- Стивен Кэмпбел Мур — Хэмфри ван Вейден, литератор
- Нив Кэмпбэл — Мод Брюстер, писательница
- Джулиан Ричингс — судовой кок Магридж
- Тобиас Шенке — матрос Лич
- Эндрю Джексон — матрос Джонсон
- Питер Макнил — матрос Льюис
- Найджел Беннетт — матрос Хендерсон

## Отличия от оригинала
- Брат Вольфа Ларсена, Тод Ларсен, в романе упоминается лишь как второстепенный персонаж. Имя его неизвестно, называется только его прозвище — Смерть. Он владелец собственного парохода, а не наемный капитан. Смерть Ларсен хорошо платит команде, его пароход имеет артиллерию в качестве вооружения, помимо промысловой охоты занимается контрабандой и пиратством. В мини-сериале он один из главных героев, капитан корабля, принадлежащего отцу Мод Брюстер.
- В романе Мод Брюстер плыла на японском крейсере, который затонул. Именно после этого её обнаружили одну в шлюпке посреди океана и подняли на борт «Призрака». В фильме она бежит из Сан-Франциско, спасаясь от нежеланного брака. Причём садится на борт парохода «Македония», принадлежащего её деспотичному отцу. Поэтому девушка вынуждена скрывать своё истинное имя. А оказавшись разоблачённой, покидает пароход на маленькой лодке. И лишь после этого попадает на шхуну «Призрак».
- Конфликт между двумя братьями Ларсен упоминается в романе лишь мимоходом. При этом в мини-сериале эта вражда играет важное значение.
- В романе наказанного капитаном кока Магриджа привязывают к верёвке, бросают за борт и тащат за парусником. В результате на повара нападает акула и откусывает ему ногу. В экранизации Магридж ранен выстрелом в руку во время перестрелки между «Призраком» и «Македонией».
- В фильме Хамфри ван Вейден оказывается за бортом парома «Мартинес» после нелепой случайности. Однако в романе паром сталкивается с другим кораблём и тонет.

## Интересные факты
- Основные съёмки происходили в Галифаксе (Канада) и окружающих его водах Атлантического океана[1][2].
- Шхуна «Призрак», на которой отправляется в плавание Морской волк Вольф Ларсен — настоящий парусный корабль, построенный в 1924 году. Правда, для съёмок мини-сериала его перестроили.
- Для того, чтобы некоторые кадры выглядели особо эффектно, оператор Ричард Грейтрекс против воли режиссёра сидел на бушприте. Помимо того, что это было опасно, так оператора окатывали ледяные волны.
- Для съёмки сцены шторма создали специальный большой контейнер c водой и устройством для симуляции волн. Роль шхуны при этом исполняла её точная копия, созданная в значительно меньшем размере.
- Сцена, в которой моряки убивают морских котиков, вызвала горячие споры. Борцы за права животных резко осудили создателей фильма, так как были уверены, что для убедительности кадров актёры действительно убивали животных и снимали с их туш шкуры.